# Verwaltungsgericht Chemnitz
Das Verwaltungsgericht Chemnitz, ein Gericht der Verwaltungsgerichtsbarkeit, ist eines von drei Verwaltungsgerichten des Freistaats Sachsen.

## Gerichtssitz und -bezirk
Der Gerichtsbezirk des Gerichts erstreckt sich über auf das Gebiet des ehemaligen Regierungsbezirks Chemnitz. Es ist damit für die kreisfreie Stadt Chemnitz sowie für die Landkreise Mittelsachsen, den Erzgebirgskreis, den Vogtlandkreis und Zwickau zuständig.

## Geschichte
Kurz vor der Wende in der DDR wurden im Juli 1989 bei einigen Kreisgerichten, darunter dem Kreisgericht Karl-Marx-Stadt, Kammern für Verwaltungssachen gebildet. Zum 1. Juli 1992 wurden die Kammern aus diesem herausgelöst und ein eigenständiges Verwaltungsgericht etabliert.

## Gerichtsgebäude
Das Gericht ist in einem Gebäude in der Zwickauer Straße untergebracht.

## Übergeordnete Gerichte
Übergeordnetes Gericht ist das Sächsische Oberverwaltungsgericht mit Sitz in Bautzen. Auf dieses folgt im Instanzenzug das Bundesverwaltungsgericht in Leipzig.